# Sospecha
La sospecha  (en términos legales suspición del latín suspicionem) es una común cognición de desconfianza en la que una persona duda de la honestidad de otra persona o cree que otra persona es culpable de algún tipo de fechoría o delito, pero sin una prueba segura. La sospecha también puede despertarse en respuesta a objetos que difieren negativamente de una idea esperada. En los Estados Unidos, los tribunales usan el término sospecha razonable en relación con el derecho de la policía a detener a las personas en la calle. La palabra patrimonial en español tiene la correspondiente francesa 'sospeçon', que es  también una variación de las palabras italiana sospetto y latina tardía 'suspectum', derivadas del verbo latino  clásico suspicere (sub-spicere), que significa 'mirar abajo'.